# Barytherium
Barytherium grave
Genre
Espèce
Barytherium (« bête lourde » en grec ancien) est un genre fossile de grands proboscidiens de la famille éteinte des Barytheriidae, qui vivait à la fin de l'Éocène et au début de l'Oligocène en Afrique du Nord et au Moyen-Orient.

## Historique
L'espèce type est Barytherium grave, trouvée au début du XXe siècle à Médinet el-Fayoum, en Égypte et décrite en 1906.
Des spécimens plus complets ont été trouvés depuis lors à Dor el Talha, en Libye. Des fossiles de Barytherium ont aussi été découverts en 2011 dans la région d'Aidum, au Dhofar, à Oman, et déposés à l'université du Sultan Qaboos (SQU). L'équipe était composée de Sobhi Nasir, d'Abdulrahman al Harthy du SQU, et d'Erick Seifert de l'université d'État de New York à Stony Brook. Les paléontologues ont nommé la nouvelle découverte Barytherium omansi.

## Description

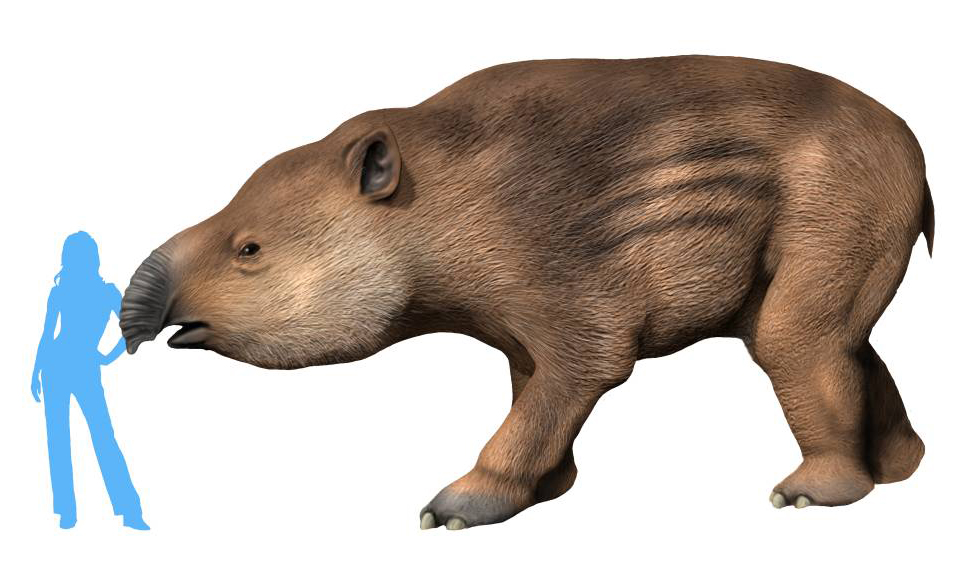
Vue d'artiste et taille comparée de Barytherium grave.

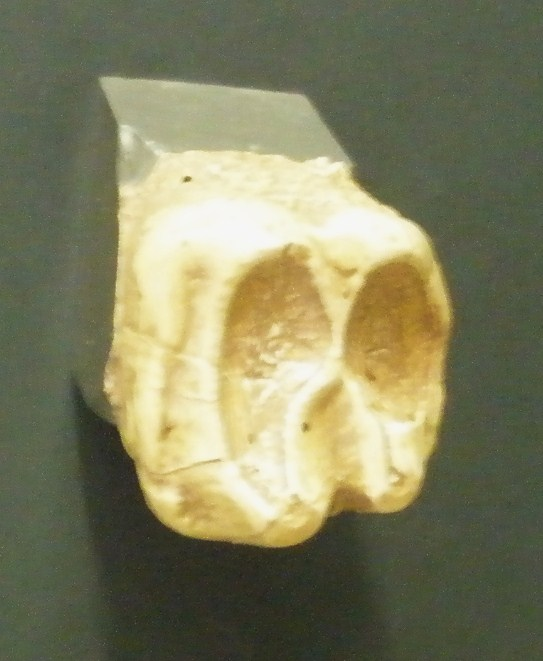
Molaire de Barytherium grave.

Barytherium grave mesurait 1,80 à 2 mètres de haut et pesait environ 2 tonnes. À certains égards, ces animaux auraient ressemblé à un tapir moderne, mais avec une taille plus élancée.
La différence la plus visible, cependant, aurait été les défenses. Barytherium avait huit défenses très courtes, quatre dans chaque mâchoire. Elles ressemblaient à celles d'un hippopotame moderne plus qu'à celles d'un éléphant. Les paires supérieures étaient verticales, tandis que les paires inférieures étaient projetées vers l'avant de la bouche horizontalement. Ensemble, elles auraient créé une action de cisaillement pour les plantes.